# Грузское (Донецкая область)
Грузское (укр. Грузьке) — село на Украине, находится в Покровском районе Донецкой области.
Код КОАТУУ — 1422083303. Население по переписи 2001 года составляет 176 человек. Почтовый индекс — 85018. Телефонный код — 6277.

## Известные уроженцы
- Гутник, Иосиф Михайлович — Герой Советского Союза.

## Местная власть
Село Грузское подчинено Шаховской сельской общине.
Адрес сельской общины: 85050, Донецкая область, Покровский р-н, с. Шахово, ул. Чернявского, 14.